# Omero Tognon
Omero Tognon (Pádua, 3 de março de 1924 - 23 de agosto de 1990) foi um futebolista e treinador italiano que atuava como meio-campo.

## Carreira
Omero Tognon fez parte do elenco da Seleção Italiana de Futebol na Copa do Mundo de 1950, no Brasil, e na Copa de 54. ele atuou em três partidas.